# Peter Scully
Peter Gerard Scully (nascido em 13 de janeiro de 1963) é um australiano condenado à prisão perpétua, nas Filipinas, depois de ser sentenciado por uma acusação de tráfico de pessoas e cinco acusações de agressão sexual de meninas menores de idade. Ele aguarda julgamento por outros crimes contra crianças, incluindo a produção e disseminação de pornografia infantil, tortura e o suposto assassinato de uma menina de 11 anos em 2012.

## História e atividades criminosas
Peter Scully morava no subúrbio de Narre Warren, em Melbourne, com sua esposa e dois filhos, antes de fugir para a cidade de Manila, nas Filipinas, em 2011, antes disso, ele já foi acusado de envolvimento em um esquema imobiliário que tomou dos investidores cerca de $2,68 milhões. De acordo com uma declaração posterior dele mesmo, Scully foi abusado sexualmente por um padre enquanto crescia em Victoria. Antes de deixar Melbourne, ele operava um serviço de acompanhantes online não licenciado, que oferecia sua namorada filipina como garota de programa. Uma investigação da ''Australian Securities and Investment Commission'', em 2009, descobriu que Scully estava envolvido em 117 fraudes e golpes imobiliários.

### Abuso sexual de crianças
Da ilha de Mindanao, Scully é acusado de ter construído uma lucrativa rede internacional de abuso sexual infantil, que oferecia vídeos pay-per-view de crianças sendo abusadas sexualmente e torturadas na dark web . Entre as vítimas que tiveram suas provações registradas e vendidas pela Internet, estava uma criança de cinco anos que foi estuprada e torturada por Scully, e duas mulheres cúmplices.
As vítimas foram obtidas por Scully com promessas de trabalho e educação aos pais pobres, ou foram solicitadas por suas duas namoradas filipinas, Carme Ann Alvarez e Liezyl Margallo, e outras conhecidas como Maria Dorothea Chi y Chia. Tanto Alvarez quanto Margallo também abusaram de crianças nos vídeos de Scully.
Em 2016, os promotores alegaram que Scully e uma namorada persuadiram duas adolescentes a irem à casa de Scully, com a promessa de comida. Scully foi acusada de ter dado álcool às meninas, e as forçado a praticar atos sexuais entre elas, uma cena que o fotógrafo filmou. O promotor alegou que quando as garotas tentaram escapar, Scully as forçou a cavar sepulturas no porão da casa, e ameaçou que ele as enterraria lá. Após cinco dias, as meninas foram liberadas pela namorada, que começou a sentir remorso ao voltar para casa, e ver as duas crianças com coleiras de cachorro, e relatou o que havia acontecido.

### Pornografia infantil
Scully administrava um site secreto de pornografia infantil, na dark web, conhecido como "No Limits Fun" ("NLF"). O vídeo mais famoso que Scully produziu foi o Daisy's Destruction, que ele vendeu em seu site para clientes por até US$10.000. Feito em 2012, o vídeo multi-partes é tão extremo que, por algum tempo, foi considerado uma lenda urbana . Essa coletânea mostra a tortura e o estupro de três meninas por Scully e duas mulheres filipinas. Persuadida por Scully, alguns dos abusos físicos mais graves foram cometidos contra as crianças por uma de suas namoradas, a então Liezyl Margallo, de 19 anos, que também foi traficada quando criança.
Antes de o vídeo chamar a atenção do público em geral, Scully transmitiu Daisy's Destruction em privado, em um modo de pay-per-view. Matthew Graham acabou divulgando-o algum tempo depois de sua produção. Devido ao conteúdo extremo, os vídeos chamaram rapidamente a atenção das autoridades policiais e da mídia. A Equipe Nacional Holandesa de Exploração Infantil foi a primeira a abrir uma investigação com o objetivo de localizar as vítimas. Posteriormente, foi lançada uma caçada internacional aos responsáveis pela produção do vídeo. Scully foi rastreada até a cidade de Malaybalay, nas Filipinas, e preso em 20 de fevereiro de 2015. Os investigadores tinham seis mandados de prisão, todos relacionados ao sequestro e abuso sexual dos dois primos. Enquanto procuravam por Scully nas Filipinas, os investigadores rastrearam as três principais vítimas Daisy's Destruction. Liza foi encontrada viva, assim como Daisy, que sofreu ferimentos físicos duradouros devido ao tratamento severo. De acordo com Margallo, Scully gravou a si mesmo em um vídeo com Cindy, no qual ele supostamente a estuprou e torturou, então a fez cavar sua própria sepultura, antes de estrangulá-la com uma corda.
Entre aqueles que adquiriram os vídeos, estava um dos maiores fornecedores de pornografia infantil, o australiano Matthew David Graham, mais conhecido por seu pseudônimo online "Lux". Preso aos 22 anos, ele dirigia uma série de sites de pornografia infantil do tipo " hurtcore". Graham disse que conseguiu o vídeo para poder usá-lo para atrair mais espectadores para sua rede de sites.

## Acusações criminais
Scully enfrentou um total de 75 acusações e, de acordo com o canal de notícias da televisão alemã n-tv, foi acusado de ter abusado sexualmente de 75 crianças. Ele estava sendo julgado com outros que ajudaram na produção de sua pornografia, incluindo quatro homens: o alemão Christian Rouche, os filipinos Alexander Lao e Althea Chia e o brasileiro Haniel Caetano de Oliveira. Margaret Akullo, então coordenadora de projetos do Escritório das Nações Unidas sobre Drogas e Crime, e especialista em investigações de abuso infantil, descreveu o caso como "horrível", e o pior de que ela já tinha ouvido falar. Seus crimes foram considerados tão graves, que alguns promotores filipinos apoiaram a reintrodução da pena de morte como punição para Scully, apesar da pena de morte ter sido abolida nas Filipinas desde 2006 .
Em uma entrevista de março de 2015 com Tara Brown, no 60 Minutes, Scully disse que atualmente está escrevendo um diário na prisão, onde irá refletir sobre suas motivações para abusar de crianças pequenas.
Em outubro de 2015, um incêndio danificou gravemente a sala de evidências que continha os registros e vídeos do computador de Scully, destruindo as principais evidências. Alguns acreditam que Scully pode ter subornado um policial local, já que a corrupção nas Filipinas era abundante na década de 2010. Em 13 de junho de 2018, Scully e sua namorada Alvarez foram condenados à prisão perpétua. Tanto Scully, quanto sua irmã, reclamaram das condições da prisão em que Scully está preso.